# アビブ・バモゴ
アビブ・バモゴ（Habib Bamogo, 1982年5月8日 - ）は、フランスの首都パリ出身の元ブルキナファソ代表サッカー選手。ポジションはフォワード。

## 経歴
クレールフォンテーヌを卒業後モンペリエHSCに入団する、
元々は右ウィングだったが2003-04シーズンにはセンターフォワードとしてプレーし16ゴールを記録した。移籍先のオリンピック・マルセイユでは以前のウィングで起用された。1シーズン過ごした後はレンタル生活を送り、OGCニースでの活躍が認められ完全移籍を果たした。
背番号はモンペリエHSC時代に着けていた"26"を愛用していたが、セルタではリーグの規則で着けることができなかった。また、OGCニースではバモゴより先に移籍していたシリル・ロールが着用していたため、"21"を着用していた。

## 代表歴
U-21フランス代表経験を持つ。
2009年10月11日のギニア代表戦でブルキナファソ代表として初出場、初得点した。